# Ulassai
Ulassai is een gemeente in de Italiaanse provincie Ogliastra (regio Sardinië) en telt 1601 inwoners (31-12-2004). De oppervlakte bedraagt 122,2 km², de bevolkingsdichtheid is 13 inwoners per km².

## Demografie
Ulassai telt ongeveer 745 huishoudens. Het aantal inwoners daalde in de periode 1991-2001 met 6,9% volgens cijfers uit de tienjaarlijkse volkstellingen van ISTAT.
| Jaar | Inwoneraantal |
| ---- | ------------- |
| 1991 | 1732          |
| 2001 | 1613          |

## Geografie
De gemeente ligt op ongeveer 775 meter boven zeeniveau.
Ulassai grenst aan de volgende gemeenten: Esterzili (CA), Gairo, Jerzu, Osini, Perdasdefogu, Seui, Tertenia, Ussassai, Villaputzu (CA).

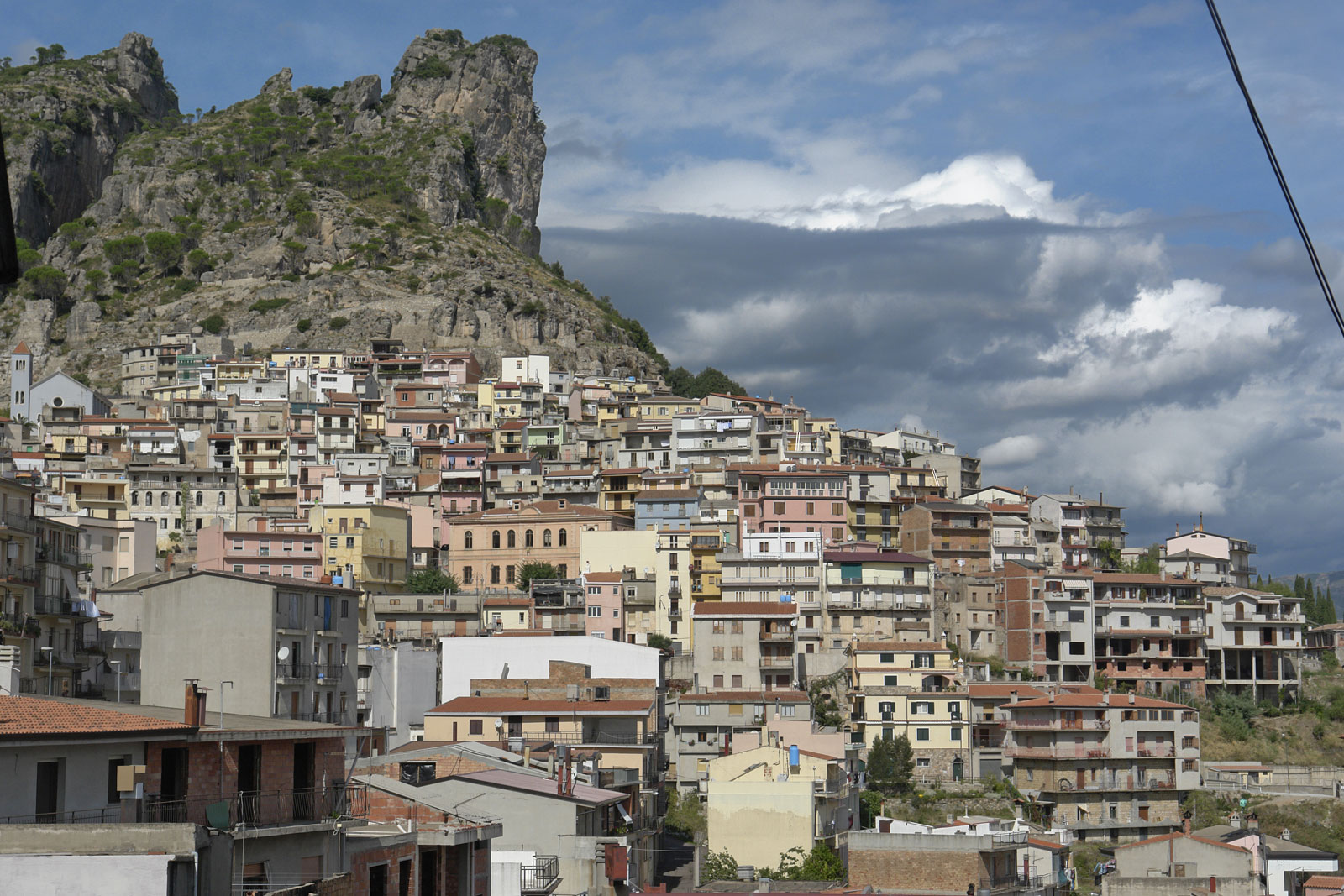
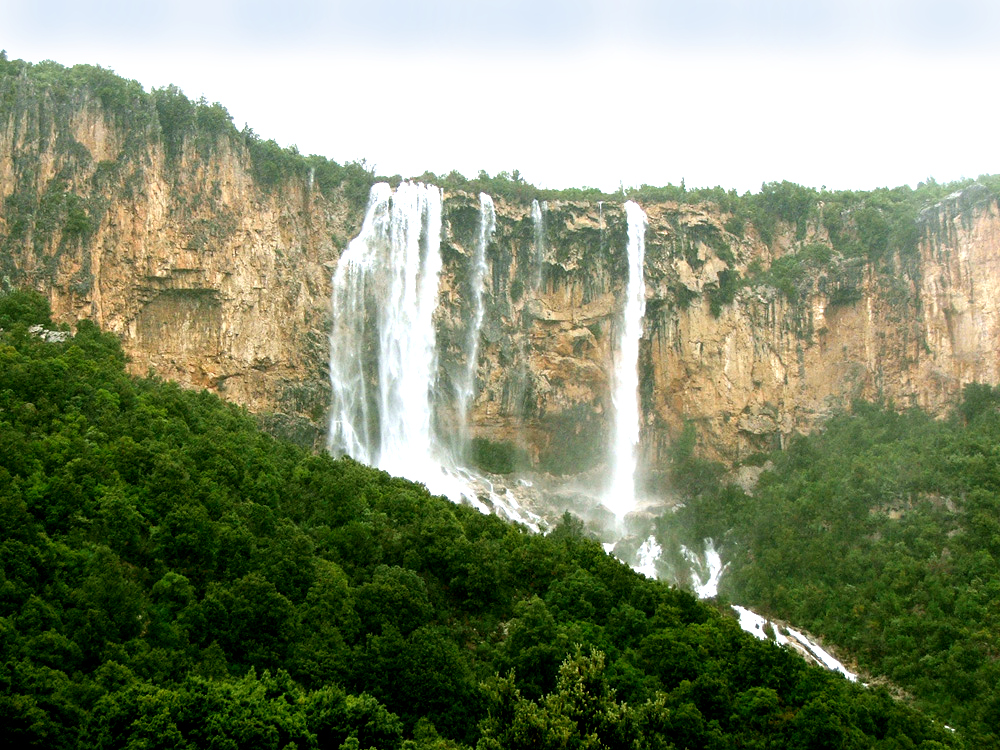
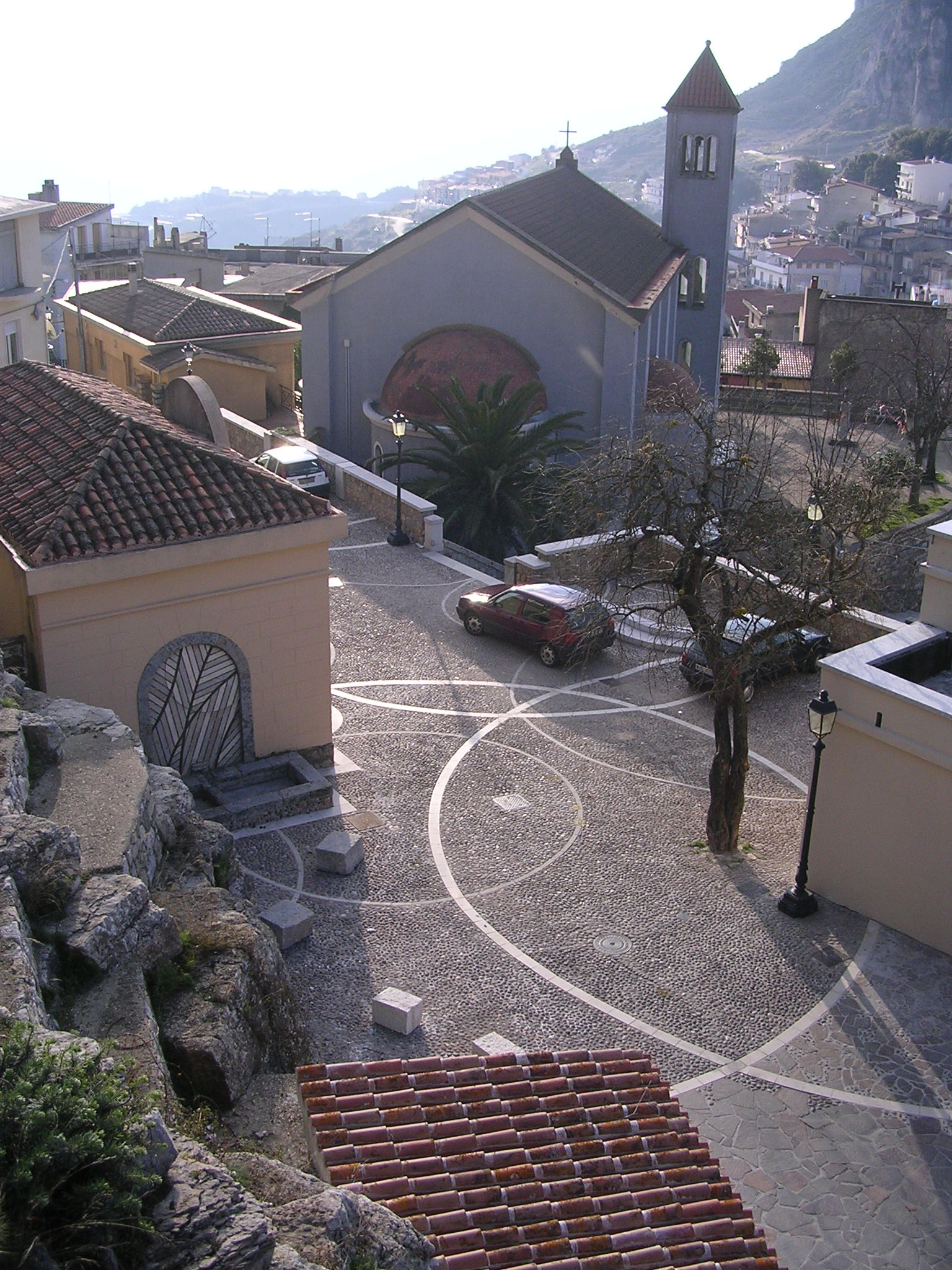
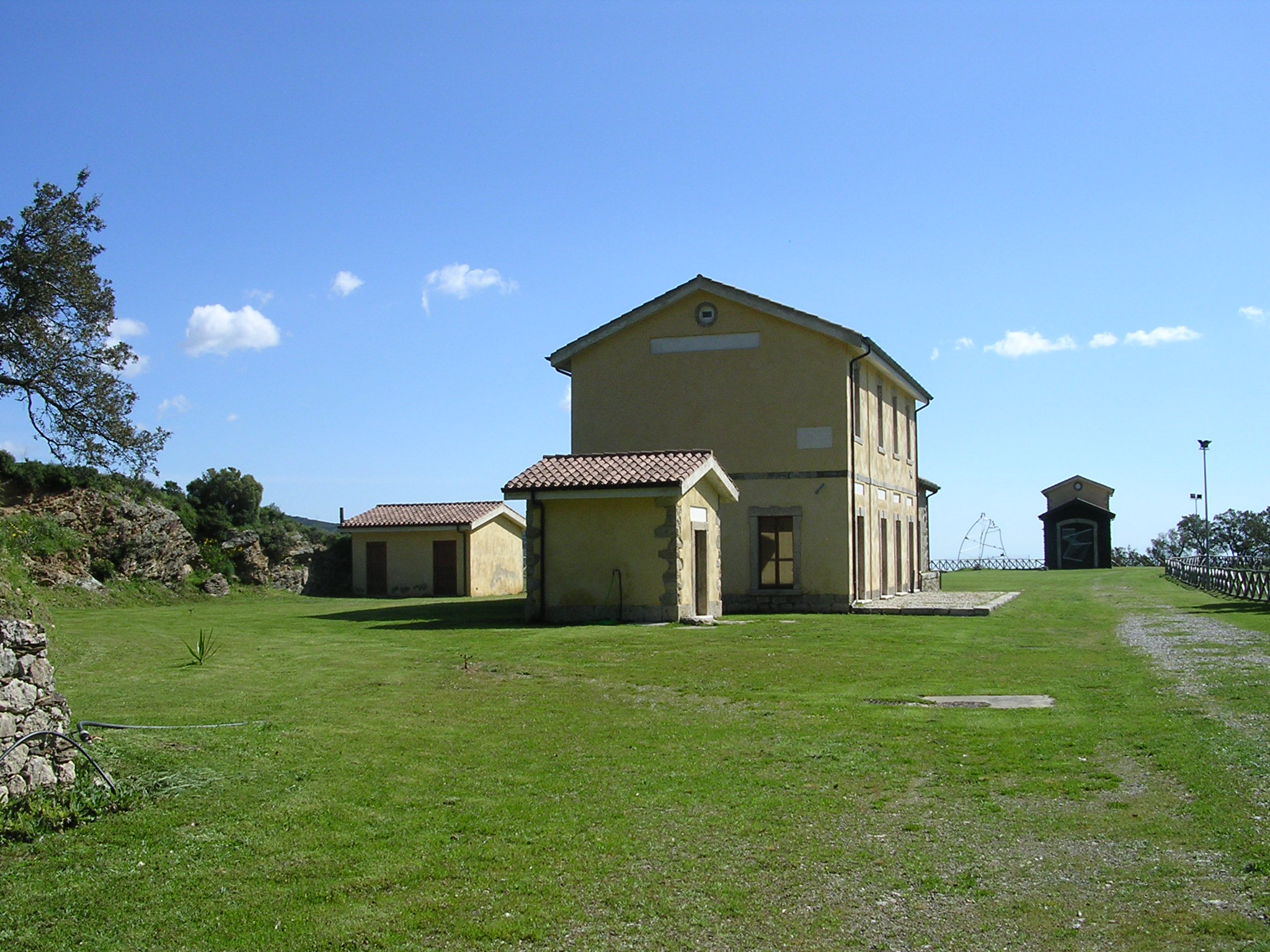
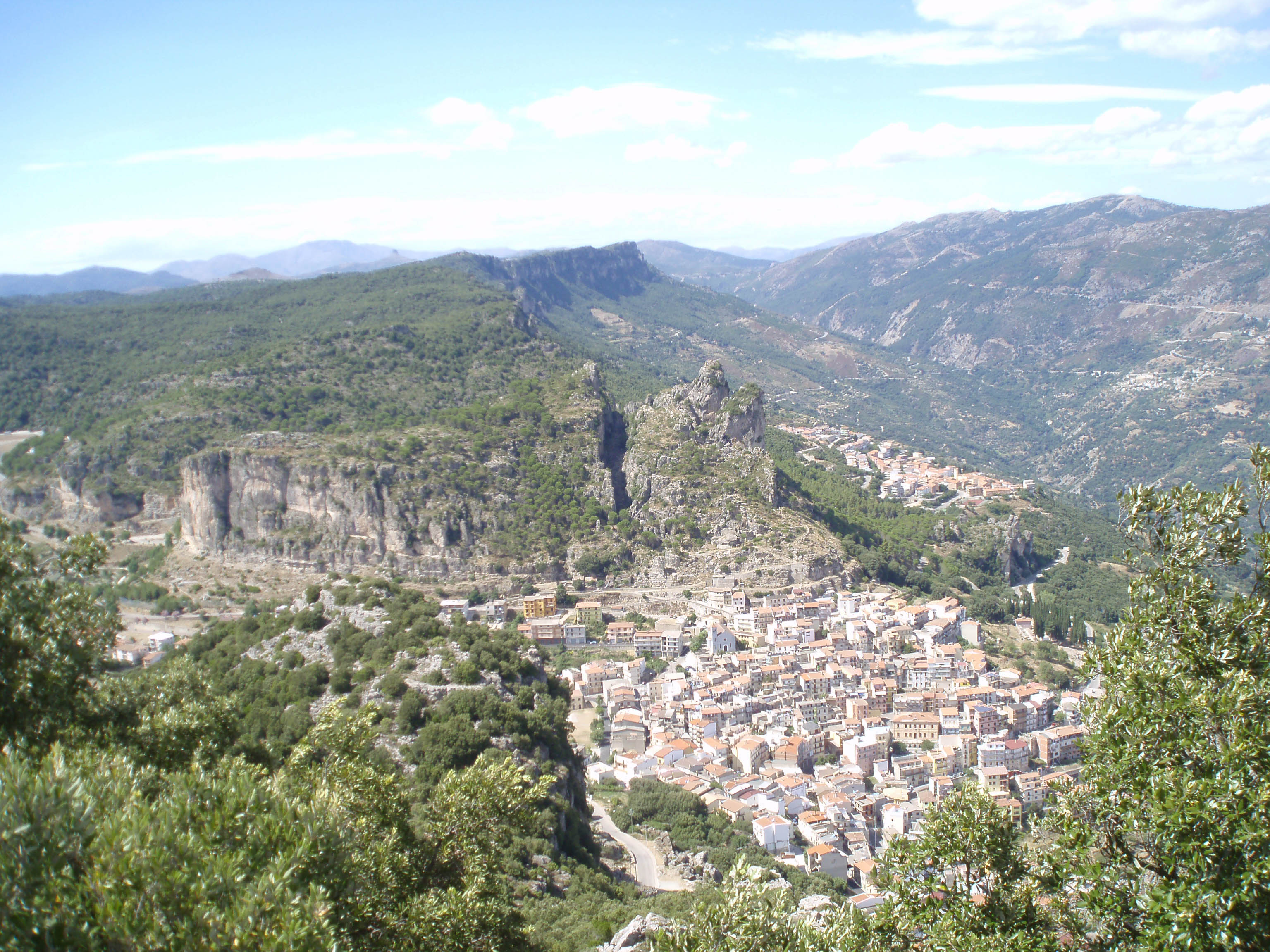

Arzana · Bari Sardo · Baunei · Cardedu · Elini · Gairo · Girasole · Ilbono · Jerzu · Lanusei · Loceri · Lotzorai · Osini · Perdasdefogu · Seui · Talana · Tertenia · Tortolì · Triei · Ulassai · Urzulei · Ussassai · Villagrande Strisaili
1. ↑  https://demo.istat.it/?l=it.